# Elecciones presidenciales de Chipre de 1968
Las elecciones presidenciales se llevaron a cabo en Chipre el 25 de febrero de 1968. Makarios III, presidente incumbente, que fue reelegido con un aplastante 96.3% de los votos, venciendo con absoluta facilidad al candidato de extrema derecha pro-enosis Takis Evdokas. La participación electoral fue del 93.5%.

## Resultados
| Candidato                          | Votos   | %    |
| ---------------------------------- | ------- | ---- |
| Makarios III                       | 220.911 | 96.3 |
| Takis Evdokas                      | 8.577   | 3.7  |
| Votos en blanco/anulados           | 1.950   | –    |
| Total                              | 231.438 | 100  |
| Votantes registrados/participación | 247.653 | 93.5 |
| Fuente: Nohlen & Stöver            |         |      |